# Хэкоу (район)
Хэко́у (кит. упр. 河口, пиньинь Hékǒu) — район городского подчинения городского округа Дунъин провинции Шаньдун (КНР). Название означает «устье реки» и связано с тем, что в этом месте Хуанхэ впадает в Жёлтое море.

## История
Исторически эти места не входили в состав одной административной единицы; после образования КНР эти земли были разделены между тремя уездами. Ситуация изменилась, когда в 1961 году в районе деревни Дунъин было открыто месторождение нефти. В 1965 году в составе Специального района Хуэйминь (современного Биньчжоу) был создан Дунъинский рабочий комитет для управления районом добычи нефти. 15 октября 1983 года был официально образован городской округ Дунъин, а с августа 1984 года в его составе был создан район Хэкоу.

## Административное деление
Район делится на 2 уличных комитета и 4 посёлка.